# Norman O’Neill
Norman Houstoun O’Neill (ur. 14 marca 1875 w Londynie, zm. 3 marca 1934 tamże) – brytyjski kompozytor.

## Życiorys
Pochodził z rodziny muzyków, jego pradziadkiem był John Wall Callcott. Studiował w Londynie u Arthura Somervella (1890–1893) i we Frankfurcie nad Menem u Iwana Knorra (1893–1897). Od 1909 do 1919 i ponownie od 1920 do 1932 roku był dyrektorem muzycznym Theatre Royal Haymarket. Należał do Royal Philharmonic Society, od 1919 roku był jego skarbnikiem. W latach 1924–1934 wykładał harmonię i kompozycję w Royal Academy of Music. Zasłynął przede wszystkim jako autor muzyki do sztuk scenicznych, m.in. Juliusza Cezara, Miarka za miarkę, Kupca weneckiego i Henryka V Williama Szekspira, Błękitnego ptaka Maurice’a Maeterlincka, Mary Rose J.M. Barriego, Pretendentów do tronu Henrika Ibsena. Pisał ponadto muzykę kameralną i wokalno-instrumentalną.